# Diecezja Krku
Diecezja Krku, dawniej Diecezja Veglia (łac. Dioecesis Veglensis, chorw. Krčka biskupija, wł. Diocesi di Veglia) – rzymskokatolicka diecezja ze stolicą w Krku w Chorwacji. Jest sufraganem archidiecezji Rijeki.
Diecezja znana jest również pod włoską nazwą Veglia, jako że tereny te należały do Włoch, a do 1792 biskupami byli Włosi.
Do diecezji należą wyspy: Krk, Cres, Rab, Lošinj, Ilovik, Sv. Petar, Susak, Unije, Velike Srakane, Male Srakane i Paga.

## Historia
Diecezja powstała prawdopodobnie w X wieku. Pewne jest, że w roku 1000 biskup Veglii Vitalis był obecny na synodzie w Splicie. Pierwotnie biskupstwo było sufraganem archidiecezji Split, ale w 1146 papież Eugeniusz III przypisał je do prowincji Zadar.
W 1818 diecezje połączono z diecezją Osor, którą później inkorporowano do diecezji Veglia. Tak samo postąpiono z diecezją Rab.
W 1828 diecezje przyniesiono do metropolii Gorycja. 

Po I wojnie światowej diecezja była podległa bezpośrednio Stolicy Apostolskiej. 

W dniu 27 lipca 1969 biskupstwo stało się częścią metropolii Rijeki.

## Podział administracyjny diecezji
- Dekanat Krk
- Dekanat Cres
- Dekanat Lošinj
- Dekanat Omišalj
- Dekanat Rab
- Dekanat Vrbnik

## Biskupi Krku
Obecnie biskupem Krku jest Valter Župan, który pełni swą posługę od 1998. W diecezji nie ma biskupów pomocniczych.